# Robinia neomexicana
Espèce
Classification phylogénétique
Statut de conservation UICN

 LC  : Préoccupation mineure
Robinia neomexicana, le Robinier du Nouveau-Mexique, est une espèce de plantes à fleurs de la famille des Fabacées. C'est un arbre originaire des États-Unis et du Mexique.

## Description
Il présente des fleurs zygomorphes caractéristiques des Fabacées, comme son cousin septentrional le Robinier faux-acacia.

## Répartition
Le Robinier du Nouveau-Mexique est originaire du sud-ouest des États-Unis et plus précisément des États du Nouveau-Mexique et de l’Arizona, débordant à l’ouest sur la Californie et le Nevada, au nord sur l’Utah et le Colorado, à l’ouest sur le Texas et au sud sur le Mexique.
Il a été introduit en Europe où on le trouve de façon très sporadique dans les jardins d’acclimatation et autres parcs, mais très rarement à l’état sauvage, contrairement au Robinier faux-acacia.